# Влагомер
Влагоме́р — прибор, измеряющий абсолютное содержание влаги в процентном отношении ко всей массе газа или твердого материала (в том числе сыпучих), часто отождествляемый с прибором измерения влажности воздуха гигрометром, который является одним из видов влагомеров.
Влагомеры необходимы при проведении проверки качества сырья и материалов во время входного контроля сырья и готовой продукции на предприятиях экструзии, строительной области и других областей промышленности.
Контроль и регистрация влажности окружающего воздуха во время процесса печати является неотъемлемым техническим требованием для уменьшения производственного брака и повышения качества печатной продукции за счёт увеличения адгезии красочного слоя к материалу.

## Методы измерения
В приборах измерения влажности используются несколько различных методов измерения влажности материалов и газов:

### Весовой метод
- Способ измерения влажности твердых материалов и газов. В основе лежит метод взвешивания образца исследуемого материала с последующей сушкой. Зная вес образца до и после проведения сушки, можно вычислить влажность материала в процентном соотношении. Для измерения влажности газов в изолированную от атмосферы камеру помещается предварительно взвешенный гигроскопический материал и туда закачивается исследуемый газ. Взвесив увлажненный гигроскопический материал, который принял в себя влагу из воздуха, также вычисляют процентное содержание влаги в воздухе.

### Волосяной метод
- Основа метода свойство волоса (гигроскопического материала), изменять свою длину от степени увлажнения. Изменения длины волоса пропорционально изменениям влажности воздуха. В современном виде для измерения влажности воздуха применяют различные полимерные гигроскопические материалы взамен волоса. Влагомер работающий на таком принципе называется гигрометр. Данный метод применим только для измерения влажности газов, в самом распространённом варианте окружающего воздуха.

### Психрометрический метод
- В основе метода лежит измерения температур двух термометров, один из которых обернут хлопчатобумажной тканью, смоченной в воде. Влага из ткани испаряется с разной интенсивностью в зависимости от влажности воздуха, расходуя на это тепло, этот термометр всегда будет показывать более низкую температуру, чем сухой. По специальной таблице разницы температур двух термометров можно узнать влажность окружающего воздуха. Прибор на основе этого метода называется психрометр, а его показания более точны, чем у гигрометра.

### Химический метод
- Исследуемый образец обрабатывается специальным реагентом, который вступает в реакцию только с водой. Измеряя количество выделяемого газа или жидкости, можно вычислить влажность материала.

### Оптический метод
- Основан на принципе измерения оптической плотности материала, которая зависит от степени насыщенности его водой[3]. Подходит для газов и твердых материалов.

### Кондуктометрический метод
- Основан на измерении электрического сопротивление материала, которое изменяется в зависимости от содержания в нём влаги.

### Диэлькометрический метод
- Принцип работы влагомера основан на измерении диэлектрической проницаемости исследуемого материала. Можно получить достоверную информацию о её процентном содержании в материале, так как диэлектрическая проницаемость воды выше, чем у других материалов[4].

## Примеры приборов для измерения влажности
|  |  |  |  |
|  |  |  |  |